# Диксон, Деннис
Деннис Диксон (англ. Dennis Dixon; род. 11 января 1985) — американский футболист, выступающий за футбольную команду НФЛ «Баффало Биллс» на позиции квотербека.
Был выбран «Питтсбург Стилерз» на драфте 2008 года в 5 раунде драфта под номером 156. Победитель Супербоула XLVII в составе «Балтимор Рэйвенс».